# Esteban de Sanlúcar
Esteban Delgado Bernal (Sanlúcar de Barrameda, 1910 - Buenos Aires 1989), nom de scène Esteban de Sanlúcar, est un guitariste et compositeur espagnol de flamenco.